# Willie Falconer
Willie Falconer, né le 4 mai 1966 à Aberdeen (Écosse), est un footballeur écossais.
Footballeur polyvalent généralement positionné comme buteur, Falconer a réalisé une carrière professionnelle d'une vingtaine de saisons en Écosse et en Angleterre.
Il est connu pour avoir provoqué, lors de son transfert au Celtic FC, un blocage financier qui conduisit au départ des dirigeants honnis par les supporters et leur remplacement par Fergus McCann, qui relança le club.